# Powieść wizualna

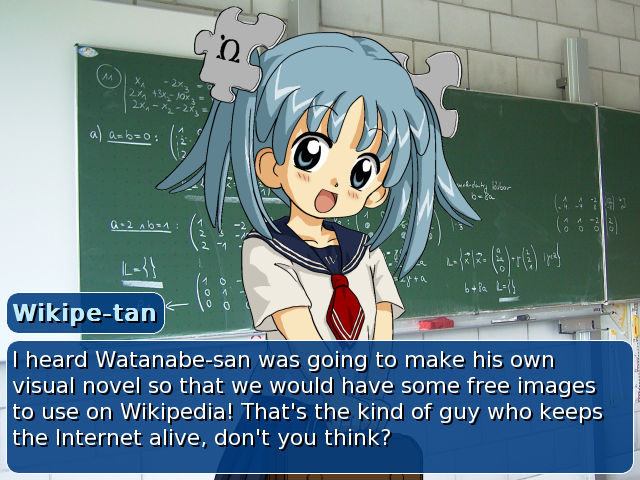
Charakterystycznymi cechami powieści wizualnych są: okno z dialogami, statyczne tła oraz sprite'y przedstawiające rozmówcę. Powyższa grafika przedstawia przykład ekranu powieści wizualnej, wygenerowany na silniku Ren'Py.

Powieść wizualna (ang. visual novel) – gra komputerowa, będąca rodzajem fikcji interaktywnej, charakteryzująca się multimedialnym przedstawieniem najczęściej obszernej, nieliniowej fabuły z pierwszoosobową narracją wraz ze statyczną grafiką w stylu anime lub żywymi obrazami, podkładem muzycznym i niekiedy głosowym.
W japońskiej terminologii rozróżnia się gry powieściowe (jap. ノベルゲーム noberu gēmu lub デジタルノベル dejitaru noberu, NVL), które składają się przede wszystkim z narracji i mają niewiele elementów interaktywnych oraz gry przygodowe (jap. アドベンチャーゲーム adobenchā gēmu; ADV lub AVG), które mogą zawierać bardziej urozmaiconą rozgrywkę. To rozróżnienie zatarło się jednak poza Japonią, gdzie zarówno gry NVL, jak i ADV powszechnie nazywane są „powieściami wizualnymi”. Gry te popularne są szczególnie w Japonii, gdzie stanowiły blisko 70% gier komputerowych wydawanych w 2006 roku.
Tradycyjnie powieści wizualne rzadko były tworzone na konsole gier wideo, choć popularniejsze gry były czasem na nie przenoszone z innych platform, głównie PC. Z kolei bardziej znane powieści wizualne doczekują się często adaptacji w postaci light novel, mangi czy anime.

## Rozgrywka

Schemat rozgrywki powieści wizualnej, w której podejmowane wybory powodują znaczne rozgałęzianie się fabuły.

Schemat klasycznego sposobu przedstawienia nieliniowej fabuły.

Powieści wizualne od innych rodzajów gier wyróżniają się przede wszystkim bardzo ograniczoną rozgrywką. Główną częścią gry jest tekst stanowiący dialog i/lub narrację, a większość interakcji gracza sprowadza się jedynie do nominalnych akcji które powodują wyświetlenie następnego ekranu z tekstem wraz z towarzyszącą my grafiką i dźwiękiem. Większość gier oferuje też możliwość automatycznej kontynuacji, co sprawia, że nawet to jest niepotrzebne.
W większości powieści wizualnych fabuła może pójść różnymi ścieżkami, prowadząc do różnych zakończeń. Mechanika takiej rozgrywki opiera się na podejmowaniu przez gracza wyborów, w jakim kierunku chce poprowadzić grę. Dokonanie niewłaściwego wyboru może doprowadzić do niekorzystnego zakończenia, zmuszając gracza do ponownej próby. Taki sposób prowadzenia fabuły porównywany jest niekiedy z grami paragrafowymi Choose Your Own Adventure. Możliwości rozgałęziania ścieżki fabularnej zostały tu jednak w znacznym stopniu usprawnione. Część punktów decyzyjnych jest przed graczem ukryta, a gra automatycznie prezentuje fabułę zależną od jego poprzednich decyzji. Przykładowo w grze Fate/stay night jej bohater, Shirō, jest poważnie ranny i bliski śmierci. Jeżeli w czasie gry był dostatecznie przyjazny dla Ilyi, ta przyjdzie go uratować. W przeciwnym wypadku zostanie pozostawiony samemu sobie. W powieściach wizualnych możliwe jest też posiadanie wielu zapisów stanu gry, a także pomijanie treści, które już wcześniej zostały przeczytane, co ma ułatwić zapoznanie się ze wszystkimi rozgałęzieniami fabuły. Takie gry nie mają również żadnych ograniczeń co do długości. Biorąc pod uwagę pełną zawartość gry Fate/stay night, jej łączna liczba słów przewyższa wszystkie tomy powieści Władca Pierścieni. Nawigacja między paragrafami w książce o podobnych rozmiarach byłaby znacznie utrudniona.
Część powieści wizualnych nie ogranicza się jedynie do standardowej konstrukcji fikcji interaktywnej i zawiera też elementy rozgrywki innych gatunków gier. Przykładem tego jest Symphonic Rain, gdzie gracz musi osiągnąć odpowiedni wynik, grając na instrumencie muzycznym, co umożliwi mu kontynuację gry. Zazwyczaj takie elementy są bezpośrednio powiązane z fabułą gry.
W wielu powieściach wizualnych postaciom głosu użyczają aktorzy głosowi. Wyjątkiem jest główny bohater, który najczęściej nie ma żadnego głosu. Ma to na celu zarówno ułatwienie graczowi identyfikacji z bohaterem, jak i pozwala uniknąć konieczności nagrywania znacznych ilości dialogów, jako że ze względu na nieliniową rozgrywkę powieści wizualnych, główny bohater ma zazwyczaj najwięcej wypowiedzi.

## Związane pojęcia

### Sound Novel
Sound Novel (jap. サウンドノベル saundo noberu) to zarejestrowany znak towarowy używany przez Chunsoft do określenia gatunku wydawanych przez siebie gier powieściowych, takich jak Otogirisō, Kamaitachi no Yoru, Machi czy 428: Fūsa Sareta Shibuya de. Chunsoft definiuje go jako „gra przygodowa, która łącząc obraz z dźwiękiem, wykorzystuje oczy i uszy do pełnego doświadczenia opowiadanej historii”. Również seria gier Higurashi no naku koro ni, stworzona przez 07th Expansion, określa się jako Sound Novel.

### Visual Novel
Visual Novel (jap. ビジュアルノベル bijuaru noberu lub ヴィジュアルノベル vijuaru noberu) jest terminem będącym parafrazą określenia Sound Novel. W Japonii jest on używany najczęściej do określania gatunku gier podobnych do tworzonych przez Chunsoft (w szczególności, kiedy tekst wyświetlany jest na całym tle, a nie w dolnym okienku), jednocześnie zaznaczając skupienie się w większym stopniu na aspekcie wizualnym, a nie dźwiękowym. Do popularyzacji tej nazwy przyczynił się Leaf, wydając serię „Leaf Visual Novel Series” (LVNS), w której znalazły się gry Shizuku (1996), Kizuato (1996), To Heart (1997), Routes (2003) i To Heart 2 (2005). Przykładem gry Visual Novel jest też Fate/stay night.

### KineticNovel
KineticNovel (jap. キネティックノベル kinetikku noberu) to marka wydawcy gier Visual Art’s. Wydawane pod nią powieści wizualne charakteryzują się pełną liniowością – gracz nie podejmuje w nich żadnych wyborów, występuje tylko jedno zakończenie. Historia posuwa się naprzód praktycznie bez interakcji ze strony gracza, a jego jedynym zadaniem jest przechodzenie do kolejnych ekranów dialogowych, bądź włączenie opcji automatycznej kontynuacji. Przykładem takiej gry jest Planetarian: Chiisana hoshi no yume.